# لینوال دیکسن
لینوال دیکسن (انگلیسی: Linval Dixon؛ زادهٔ ۱۴ سپتامبر ۱۹۷۱) یک بازیکن فوتبال اهل جامائیکا است.
وی همچنین در تیم ملی فوتبال جامائیکا بازی کرده‌است.